# 永守重信
永守重信（日语：永守 重信，1944年8月28日—），為日本的企業家，在京都府向日市出生，職業能力開發總合大學校電氣科畢業。日本電產創辦人。

## 生平
- 永守重信於1944年8月28日出生於京都府乙國郡向日町（現向日市），是六個孩子中最小的一個。

- 1963年3月，畢業於京都市立樂陽工業高中。

- 1967年3月，以優異的成績畢業於職業專科學校（現職業能力開發總合大學校）。

- 在音頻設備生產公司TEAC工作後，他擔任該公司子公司山科精機的董事，并於1973年7月以28歲的年齡創立了Nidec（現日本電產），以TEAC持有的股份為基礎的他，與包括總裁在內的三人一起創立了該公司。此後，作為日本電產社長兼首席執行官的他，將日本電產發展成為日本領先的小型電機製造商，并在電機領域擁有世界頂級市場份額的全球大型電機公司。

- 2014年6月，他被任命為軟銀集團外部董事。

- 2014年10月，就任日本電產代表董事兼首席執行官。

- 2014年1月，在日本經濟新聞社舉辦的“平成時代最高管理層排名”中排名第一。

- 2014年11月17日出版的《日經商業》雜誌“總統選出的最佳總統”排名中獲得第一名。

- 2014年12月，成立永守財團並設立永守獎。

- 2017年9月30日，他從軟銀集團外部董事的職位上退休。

- 2018年3月就任京都學園大學（現京都先端科學大學）董事長。

- 2018年8月，他宣布將在家鄉向日市捐建一座市民禮堂。 名稱為「永守重信市民會館」，建設成本約為32億日元[3]。大廳於2023年2月8日開放[4]。

- 2022年4月，他重新擔任日本電產董事長兼首席執行官[5]。

## 外部連接
- 永守'S Room （页面存档备份，存于）
- 日本経済新聞『一生懸命働き、思うように生きよ！（永守重信氏の経営者ブログ）』 （页面存档备份，存于）
- PRESIDENT『日本電産・永守重信社長に密着365日』 （页面存档备份，存于）
- 日経ビジネス【時代のリーダー】永守重信・日本電産社長 （页面存档备份，存于）
- 動画：関西力 関西フォーラム講演『情熱・熱意・執念の経営』 （页面存档备份，存于）
- 九頭竜大社 （页面存档备份，存于）
- 公益財団法人 永守財団 （页面存档备份，存于）

| 前任： 設立 | 日本電產執行長 1973年─2021年 | 繼任： 關潤 |